# Sąd Najwyższy Delaware
Sąd Najwyższy Delaware (Delaware Supreme Court) - najwyższy organ władzy sądowniczej w amerykańskim stanie Delaware. Pełni rolę sądu najwyższej instancji w sprawach toczących się przed sądami stanowymi. Równocześnie jest także stanowym sądem konstytucyjnym. Dodatkowo jego przewodniczący jest uznawany za głowę całego sądownictwa stanowego i do jego zadań należy m.in. reprezentowanie sądów w parlamencie podczas prac nad ich budżetem. 
W skład sądu wchodzi pięciu sędziów powoływanych przez gubernatora za zgodą Senatu. Kadencja sędziego trwa dwanaście lat, z możliwością powtórnej nominacji. Przy powoływaniu sędziów brane są pod uwagę ich sympatie polityczne - obowiązuje zasada, iż stosunek zwolenników obu głównych partii (Partii Demokratycznej i Partii Republikańskiej) musi zawsze wynosić 3:2 lub 2:3, aby zapewnić sądowi pluralizm poglądów. 
Ze względu na niezwykle korzystne stanowe prawo korporacyjne, Delaware jest miejscem rejestracji znacznej części spośród największych amerykańskich firm. W efekcie do Sądu Najwyższego trafia bardzo dużo spraw dotyczących takich kwestii jak fuzje, przejęcia i inne zagadnienia związane zwykle z wielkim biznesem. Uważa się, że choć Sąd działa w jednym z najmniejszych stanów USA, z powyższych powodów jego orzecznictwo miało i ma bardzo istotny wpływ na rozwój doktryny całego amerykańskiego prawa korporacyjnego. 

## Skład
stan na 17 października 2010
- Myron Steele - przewodniczący
- Randy Holland
- Carolyn Berger
- Jack Jacobs
- Henry du Pont Ridgely